# Yajiang, Wulong
Yajiang (kinesiska: 鸭江) är en köping i sydvästra Kina. Den ligger i stadsdistriktet Wulong i storstadsområdet Chongqing, omkring 78 kilometer öster om det centrala stadsdistriktet Yuzhong. Antalet invånare är 19 636. Befolkningen består av 9 617 kvinnor och 10 019 män. Barn under 15 år utgör 17,0 %, vuxna 15-64 år 65 %, och äldre över 65 år 16,0 %.